# Proagopertha pubicollis
Proagopertha pubicollis är en skalbaggsart som beskrevs av Waterhouse 1875. Proagopertha pubicollis ingår i släktet Proagopertha och familjen Rutelidae. Inga underarter finns listade i Catalogue of Life.